# لي وايس
لي وايس (بالإنجليزية: Lee Weiss)‏ هي رسامة أمريكية، ولدت في 1928.